# Flipou
Flipou település Franciaországban, Eure megyében. Lakosainak száma 321 fő (2022. január 1.). Flipou Amfreville-les-Champs, Amfreville-sous-les-Monts, Douville-sur-Andelle, Heuqueville, Pont-Saint-Pierre és Romilly-sur-Andelle községekkel határos.

## Népesség
A település népességének változása:
| Lakosok száma | 217  | 275  | 310  | 333  | 346  | 335  | 324  | 324  | 323  | 321  |
|               | 1968 | 1982 | 1990 | 2006 | 2013 | 2015 | 2017 | 2019 | 2020 | 2022 |